# United Center
Das United Center ist eine Mehrzweckhalle in der US-amerikanischen Millionenstadt Chicago im Bundesstaat Illinois. Sie bietet, je nach Veranstaltung, Platz für bis zu 23.500 Zuschauer. Seit 1994 ist es die Heimspielstätte der Chicago Bulls aus der National Basketball Association (NBA). Die Chicago Blackhawks aus der National Hockey League (NHL) nutzen die Halle, aufgrund des Lockout in der Saison 1994/95, seit Anfang 1995. Der Eigentümer und Betreiber ist das United Center Joint Venture (UCJV), ein Joint Venture, an dem die Bulls und die Blackhawks zu je 50 Prozent beteiligt sind.

## Geschichte
Die Chicago Bulls spielten ab 1966 ihre ersten beiden Spielzeiten im International Amphitheatre, bevor man in das Chicago Stadium wechselte. Die Chicago Blackhawks bestritten ihre Heimspiele von 1926 bis 1929 im Chicago Coliseum von 1899, bevor sie das damals neue Chicago Stadium übersiedelten. Der Anstoß zum Bau einer neuen Mehrzweckarena gaben 1988 Bill Wirtz, Besitzer der Chicago Blackhawks, und Jerry Reinsdorf, Hauptbesitzer und Vorsitzender der Chicago Bulls. Deren damalige Spielstätte, das Chicago Stadium, war zu diesem Zeitpunkt fast 70 Jahre alt und genügte nicht mehr den modernen Ansprüchen an Komfort und Ausstattung. Im April 1992 begannen die Bauarbeiten. Am 18. August 1994 konnte die Einweihung des United Center gefeiert werden. Nach Fertigstellung des Neubaus wurde die alte Halle 1995 abgerissen. Am Standort entstand eine Parkplatzfläche für die Arena. Die erste große Veranstaltung, die im United Center stattfand, war am 29. August 1994 der SummerSlam der World Wrestling Entertainment. Das erste Konzert gab der US-amerikanische Sänger und Pianist Billy Joel am 19. Oktober 1994. Die erste Partie der Bulls in der Regular Season NBA 1994/95 fand am 4. November 1994 statt. Vor 22.313 Zuschauern siegten die Hausherren mit 89:83 gegen die Charlotte Hornets. Bester Korbschütze war Scottie Pippen mit 22 Punkten. Ihre Premiere in der Regular Season (1994/95) feierten die Blackhawks am 25. Januar 1995 mit der Begegnung gegen die Edmonton Oilers (5:1).
Der postmoderne Bau, dessen Gesamtkosten bei der Eröffnung 175 Mio. US-Dollar betrugen, wurde unter der Führung der japanischen Fuji-Bank (Vorgängerin der Mizuho Financial Group) mit einem Konsortium aus zwölf Banken finanziert. Darunter waren lediglich drei US-amerikanische Kreditinstitute. Der Bau wurde ohne öffentliche Gelder privat finanziert. Der Bau, der auf einem fast 0,2 km² (45 Acres) großen Gelände steht, hat eine Grundfläche von fast 90.000 m² (960.000 Quadratfuß), einen Umfang von ca. 520 Meter (1.700 Fuß) und eine Höhe von ca. 42 Metern (136 Fuß).
Von der Eröffnung bis zum Anfang der 2010er Jahre wurde das United Center von über 40 Mio. Menschen besucht. Jährlich finden über 200 Veranstaltungen in der Mehrzweckhalle statt. Neben den Partien der Bulls und der Blackhawks wird sie u. a. für Konzerte, Familienshows (Disney on Ice, Cirque du Soleil, Ringling Bros. and Barnum & Bailey Circus, Harlem Globetrotters), Stand-up-Comedyshows, Rodeos der Professional Bull Riders (PBR), Kampfabende der Ultimate Fighting Championship (UFC) und politische Versammlungen genutzt. Unter anderem wurde 1996 hier die Democratic National Convention abgehalten.
Zwischen 2009 und 2010 wurde die Halle umgebaut und der Bereich 300 Level eingerichtet. Die Empfangshalle wurde erneuert, neue Essens- und Getränkeständen eingerichtet und zwei neue Bars mit Blick in den Innenraum der Arena ergänzten die Halle. Anfang Oktober 2011 wurde das fast 5.000 m² große Firmenlogo auf dem Dach der Arena aktualisiert, nachdem die Fluggesellschaft es seit ihrer Fusion mit Continental Airlines im Jahr 2010 verändert hatte. Vor der Saison 2015/16 erhielt das United Center ein neues Parkett für die Bulls mit neuem Design. Größte Veränderung war der 75 % größere Bulls-Kopf des Logos im Mittelkreis.
Am 10. November 2017 vergab die NBA das NBA All-Star Weekend mit dem All-Star Game 2020 nach Chicago mit dem United Center. Für das United Center ist es das erste NBA All-Star Game. Das letzte All-Star Game der Liga fand 1988 noch im Chicago Stadium statt.
Das United Center beherbergte im August 2024 die Democratic National Convention.

## Name
Das United Center trägt seit seiner Eröffnung den Sponsorennamen der in Chicago ansässigen Fluggesellschaft United Airlines. Das Unternehmen zahlte für einen 20-jährigen Vertrag bis 2014 jährlich 1,8 Mio. US-Dollar für die Namensrechte. Im Dezember 2013 wurde der Sponsoringvertrag verlängert. Die Arena wird weitere 20 Jahre bis 2034 den Namen der Fluggesellschaft tragen. Geschätzt zahlt United Airlines pro Jahr fünf bis sechs Mio. US-Dollar. Der alte Vertrag wurde auf zwei Mio. US-Dollar per anno geschätzt.

## Statuen
Vor dem Gebäude stand eine umzäunte Bronze-Statue von Michael Jordan mit dem Namen The Spirit. Sie wurde im Rahmen der Zeremonie mit dem Aufhängen von Jordans Trikotnummer 23 unter dem Hallendach am 1. November 1994 enthüllt. Seit dem 1. März 2017 steht die Statue im Atrium auf der Ostseite der Halle. Ebenfalls mit einer Statue, außerhalb der Arena, werden die beiden Blackhawks-Legenden Bobby Hull und Stan Mikita, die am 22. Oktober 2011 enthüllt wurden, geehrt. Seit dem 7. April 2011 steht in der Halle am Eingang Gate 7 eine Bronze-Statue von Scottie Pippen, der zwischen 1991 und 1998 mit den Bulls insgesamt sechs Meistertitel holte und wichtigster Mitspieler von Michael Jordan war. Eine weitere Statue ehrt seit dem 10. Februar 2009 den früheren Basketballer Johnny „Red“ Kerr, der über 33 Jahre in verschiedenen Positionen für die Chicago Bulls tätig war.

## Banner
Unter der Hallendach hängen an den Sparren Banner mit den Erfolgen und verdienten Personen der beiden Clubs.

### Chicago Bulls
| Nr. | Name           | Position                               | Für die Bulls tätig                                                             |
| --- | -------------- | -------------------------------------- | ------------------------------------------------------------------------------- |
| 4   | Jerry Sloan    | Guard / Small Forward                  | 1966–1976                                                                       |
| 10  | Bob Love       | Power Forward                          | 1968–1976                                                                       |
| 23  | Michael Jordan | Shooting Guard                         | 1984–1993 1995–1998                                                             |
| 33  | Scottie Pippen | Shooting Guard                         | 1987–1998 2003–2004                                                             |
| –   | Phil Jackson   | Coach                                  | 1987–1989 (Assistant Coach) 1989–1998 (Head Coach)                              |
| –   | Johnny Kerr    | Coach Geschäftsführer Sportkommentator | 1966–1968 (Head Coach) 1973–1975 (Geschäftsführer) 1977–2009 (Sportkommentator) |
| –   | Jerry Krause   | Hauptgeschäftsführer                   | 1985–2003                                                                       |

Meisterschaftsbanner
- Meister der Midwest Division: 1974/75
- Meister der Central Division: 1990/91, 1991/92, 1992/93, 1995/96, 1996/97, 1997/98, 2010/11, 2011/12
- Meister der Eastern Conference: 1990/91, 1991/92, 1992/93, 1995/96, 1996/97, 1997/98
- NBA-Meister: 1991, 1992, 1993, 1996, 1997, 1998
- Am Banner für den Titel der Central Division 1995/96 ist zusätzlich die Nummer 72, für den Saisonrekord der Chicago Bulls mit 72:10 Spielen, angebracht.

### Chicago Blackhawks
| Nr. | Name           | Position             | Für die Blackhawks tätig |
| --- | -------------- | -------------------- | ------------------------ |
| 1   | Glenn Hall     | Torwart              | 1957–1967                |
| 3   | Keith Magnuson | Verteidiger          | 1969–1980                |
| 3   | Pierre Pilote  | Verteidiger          | 1955–1968                |
| 9   | Bobby Hull     | Linker Flügelspieler | 1957–1972                |
| 18  | Denis Savard   | Center               | 1980–1990 1995–1997      |
| 21  | Stan Mikita    | Center               | 1958–1980                |
| 35  | Tony Esposito  | Torwart              | 1969–1984                |

Meisterschaftsbanner
- Meister der Eastern Division: 1969/70
- Meister der Western Division: 1970/71, 1971/72, 1972/73
- Meister der Smythe Division: 1975/76, 1977/78, 1978/79, 1979/80
- Meister der Norris Division: 1982/83, 1985/86, 1989/90, 1990/91, 1992/93
- Meister der Central Division: 2009/10, 2012/13
- Meister der Campbell Conference: 1970/71, 1972/73, 1991/92
- Meister der Western Conference: 2009/10, 2012/13, 2014/15
- Gewinner der Presidents’ Trophy: 1991, 2013
- Gewinner des Stanley Cup: 1934, 1938, 1961, 2010, 2013, 2015

## Galerie

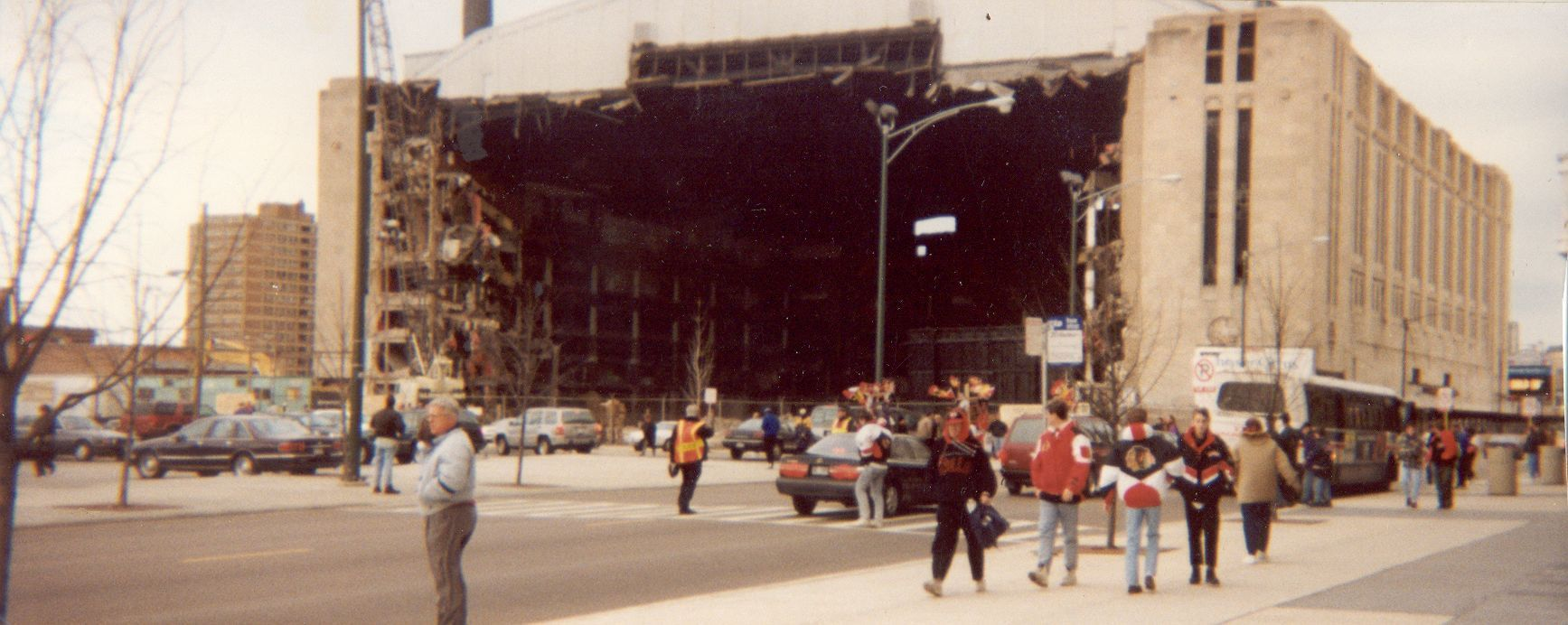
Der Abriss des Chicago Stadium (März 1995)
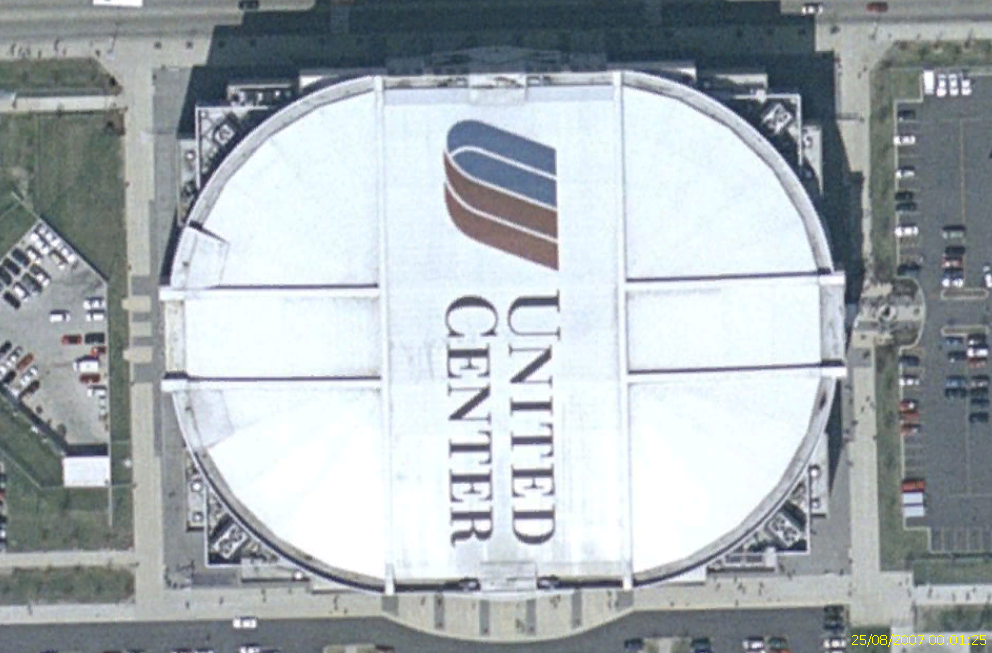
Ein Blick auf das Dach mit altem Logo des United Center
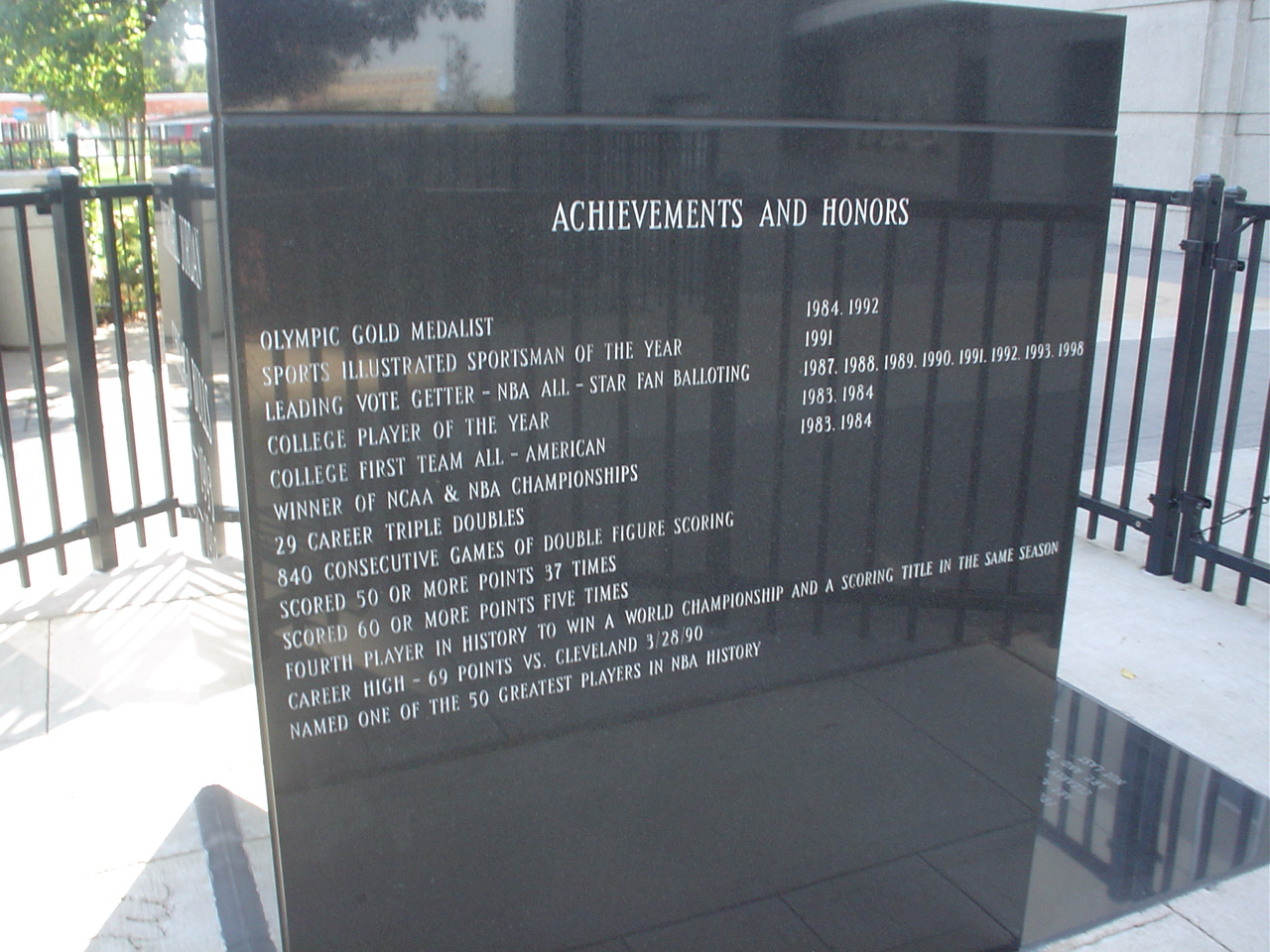
Michael Jordans Leistungen auf dem Gabbro-Sockel seiner Statue (Oktober 2003)
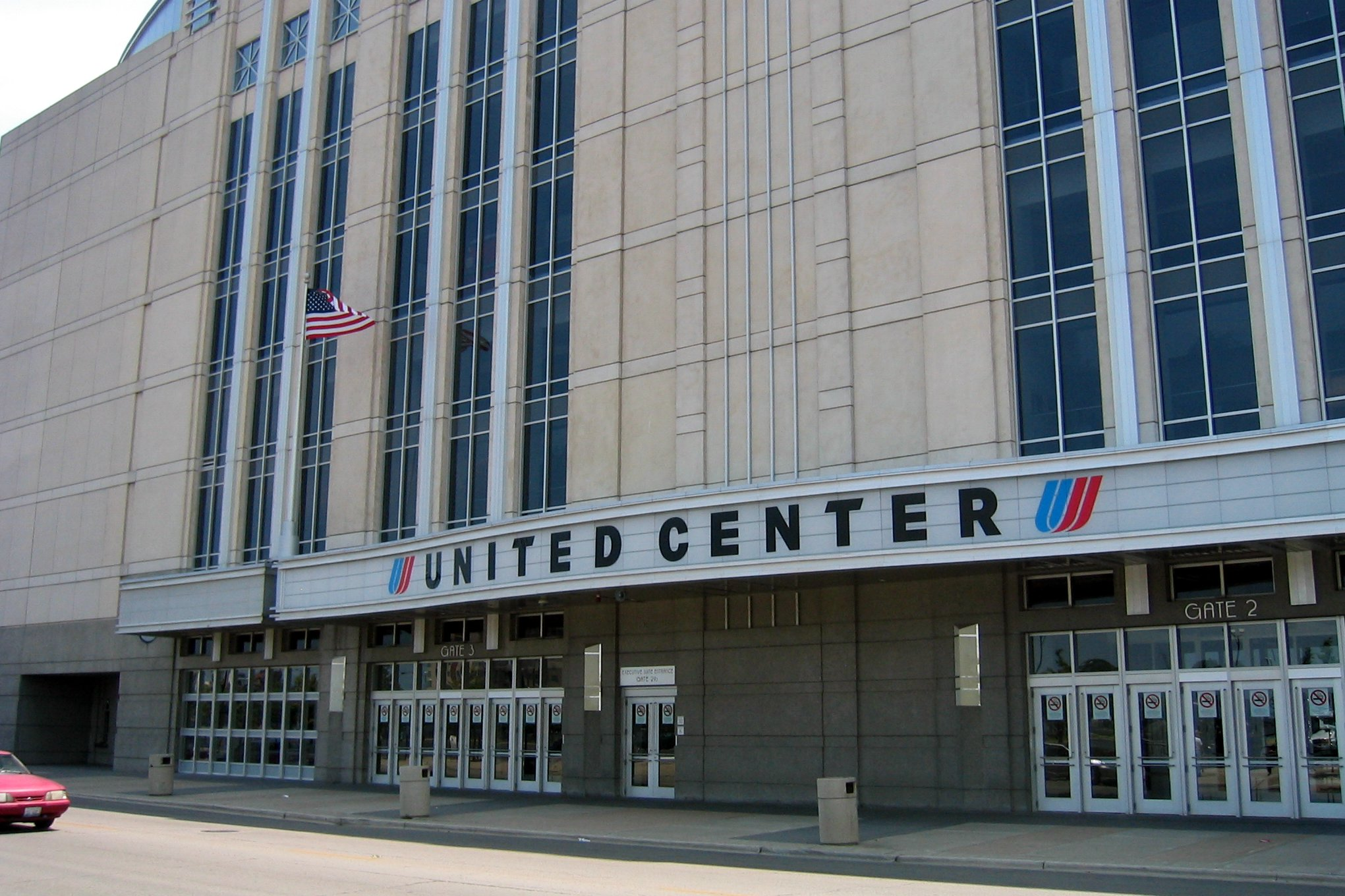
Die Fassade mit altem United-Logo (Juni 2006)
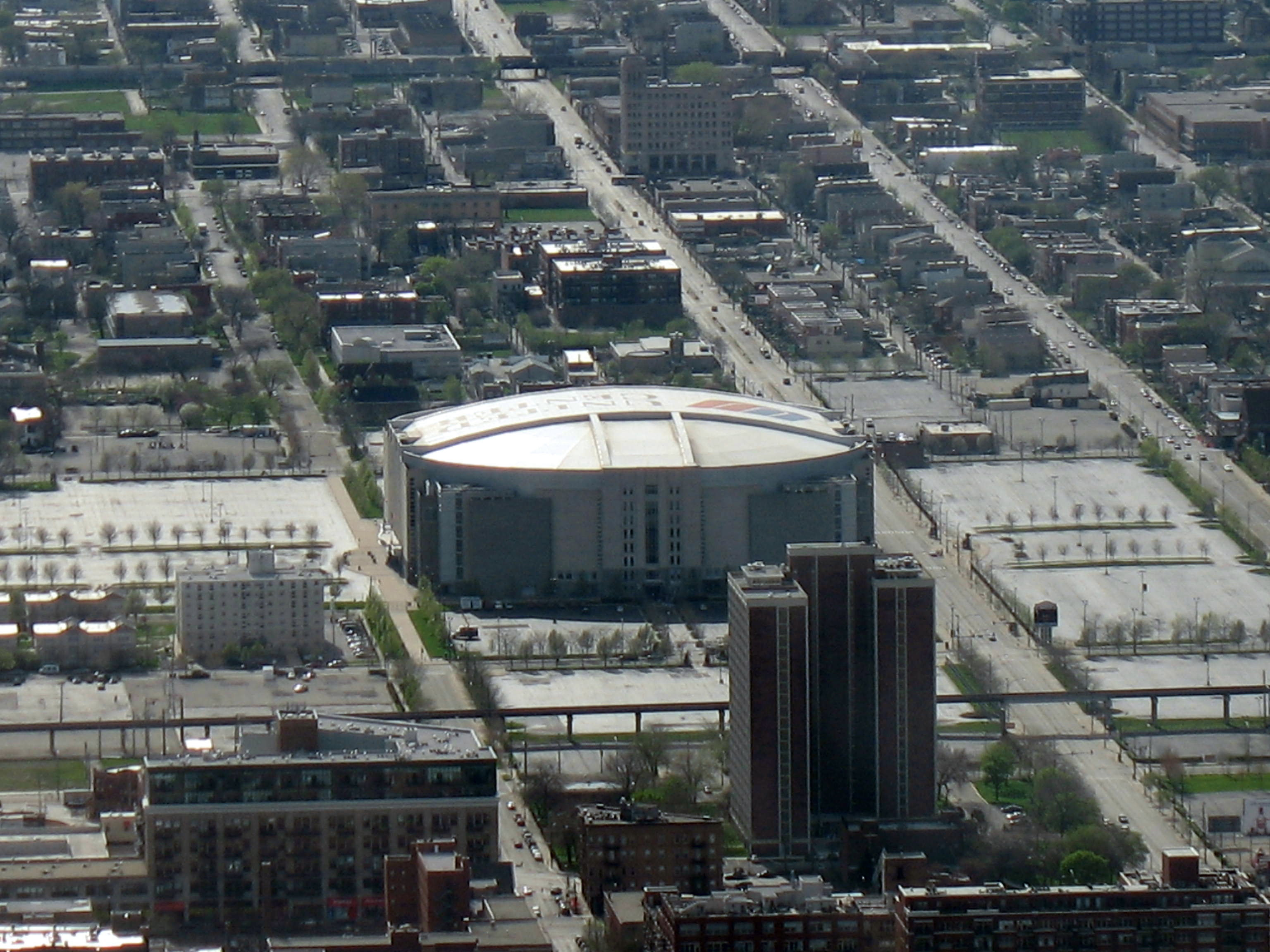
Eine Aufnahme im April 2007 vom damaligen Sears Tower
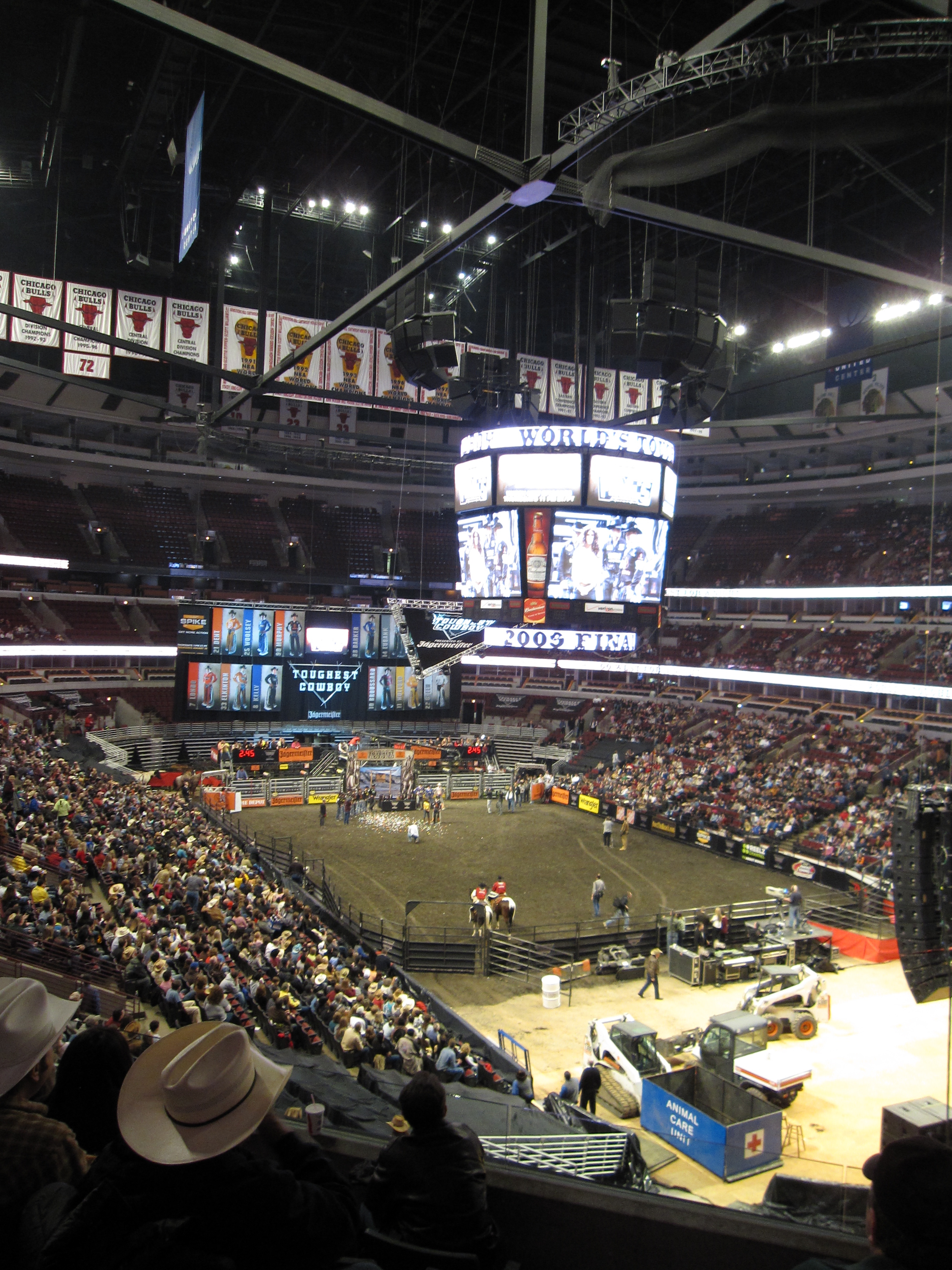
Innenraum bei einem Rodeo. Über dem Innenraum einige Meisterschaftsbanner der Bulls (Februar 2009)
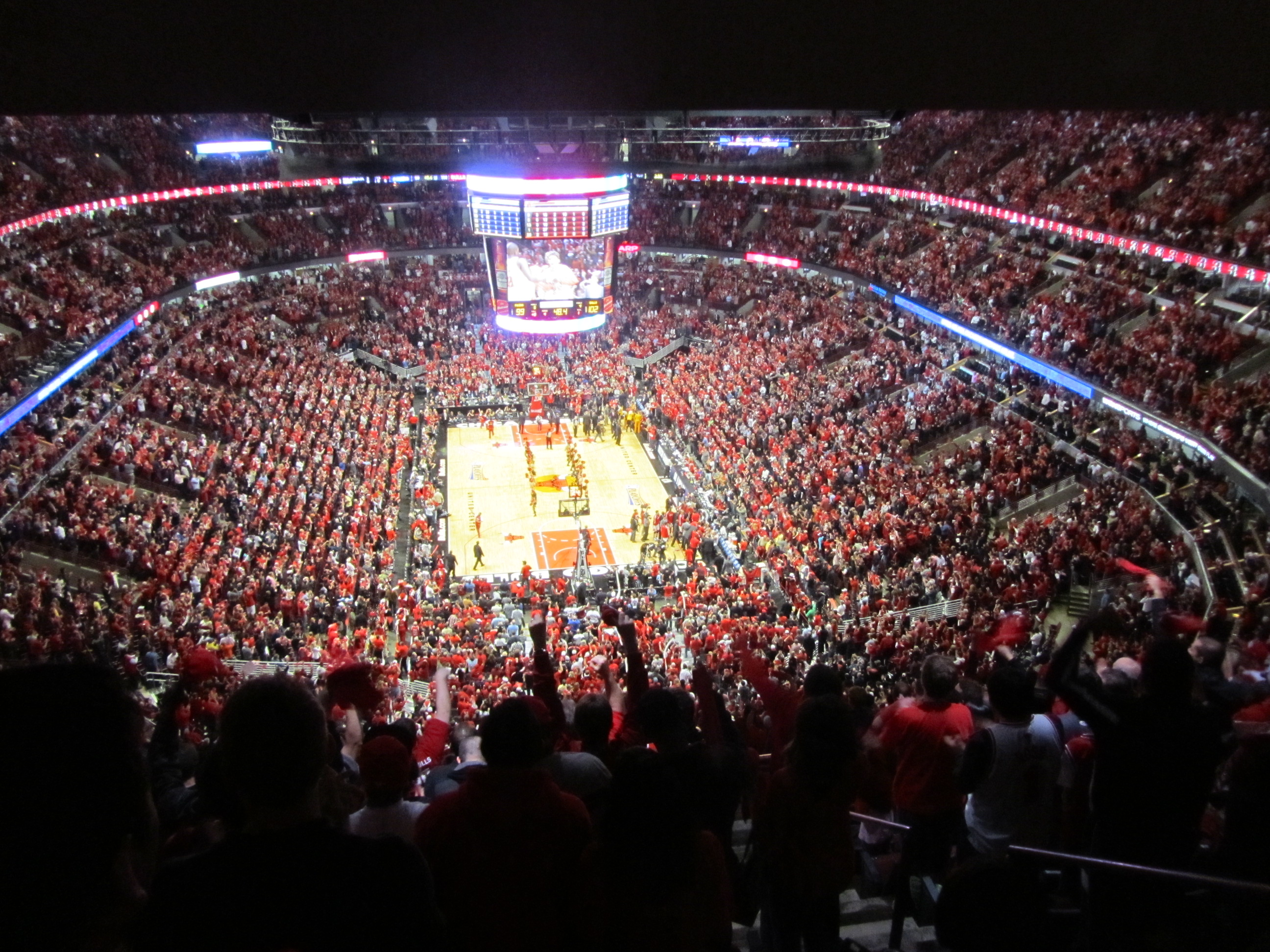
Der Innenraum bei einem Play-off-Spiel der ersten Runde im April 2011 gegen die Indiana Pacers
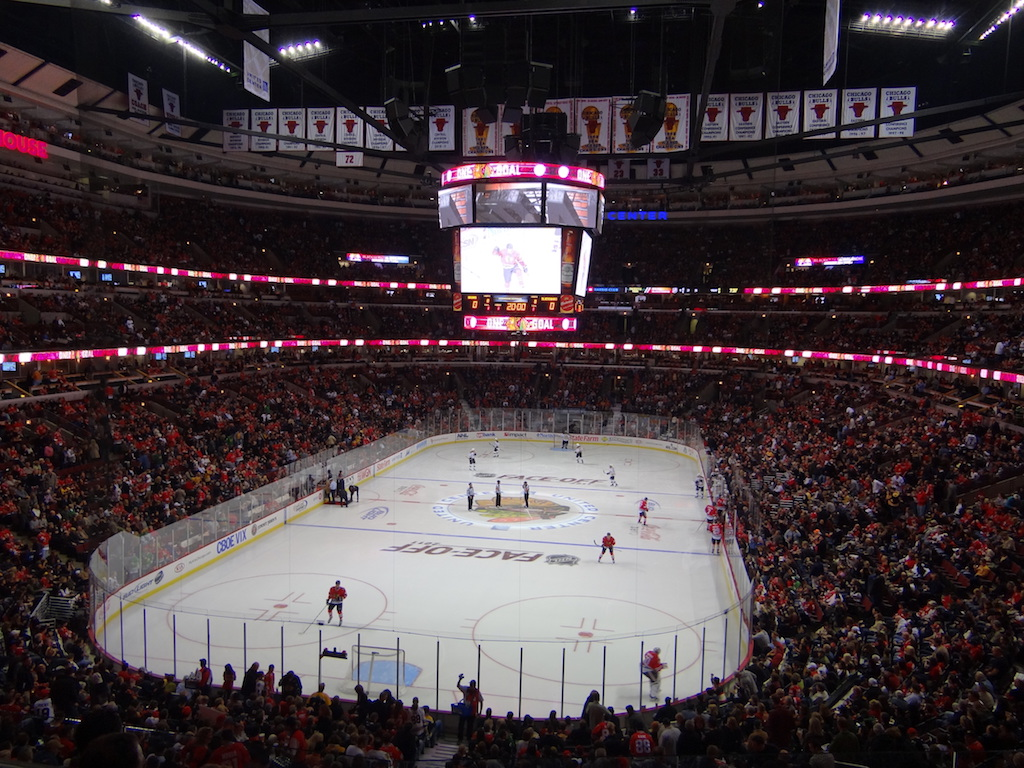
Der Innenraum bei einem Spiel der Blackhawks im Oktober 2011